# Guacamayas, Mexiko
Guacamayas är en ort i Mexiko.   Den ligger i kommunen Lázaro Cárdenas och delstaten Michoacán de Ocampo, i den södra delen av landet, 400 km väster om huvudstaden Mexico City. Guacamayas ligger 25 meter över havet och antalet invånare är 39 447.
Terrängen runt Guacamayas är huvudsakligen platt, men åt nordväst är den kuperad. Runt Guacamayas är det ganska tätbefolkat, med 134 invånare per kvadratkilometer. Närmaste större samhälle är Lázaro Cárdenas, 5,5 km söder om Guacamayas. Omgivningarna runt Guacamayas är en mosaik av jordbruksmark och naturlig växtlighet.